# Sindacalismo cattolico
Il sindacalismo cattolico è una corrente del movimento sindacale di ispirazione cattolica. È ispirato alla dottrina sociale della Chiesa.

## Storia
Nel 1891 Papa Leone XIII pubblicò la Rerum Novarum, un'enciclica con la quale si invitava i cattolici ad uscire dall'isolamento, ad interessarsi dei problemi che affliggevano gli strati più umili della società e a costituire associazioni operaie.
In Italia il sindacalismo cattolico fece il suo esordio organizzato con la Confederazione Italiana dei Lavoratori (CIL), la cosiddetta "Confederazione Bianca", poi soppressa durante il regime fascista.
I suoi membri si integrarono poi nella Confederazione Generale Italiana del Lavoro (CGIL), nella quale era confluita la ben più grande Confederazione Generale del Lavoro (CGL) di ispirazione socialista e comunista. L'egemonia di queste correnti sindacali portò alla scissione nel 1948 della corrente cattolica e alla nascita della Confederazione Italiana Sindacati Lavoratori (CISL), che ancora oggi è il baluardo del sindacalismo cattolico in Italia.
Sindacati e sindacalisti di tale orientamento hanno militato in larga nei partiti democristiani, che spesso hanno ospitato correnti cristiano-sociali, ma anche nei partiti socialdemocratici, nel cui interno non sono mancati gruppi legati al socialismo cristiano.